# Chevrolet K5 Blazer
Lo Chevrolet K5 Blazer, venduto anche come GMC Jimmy, era un veicolo SUV full-size derivato dalla famiglia di veicoli commerciali C/K.

## Contesto
Venne introdotto dalla Chevrolet nel 1969 e rimase in produzione fino al 1995, quando venne sostituito dallo Chevrolet Tahoe. Nel 1970 la GMC introdusse un proprio modello di veicolo commerciale, il GMC Jimmy, che rimase in produzione fino all'introduzione, nel 1992, del GMC Yukon. Entrambi i modelli si basavano sulla piattaforma dei pick-up a passo corto e furono disponibili versioni sia a due che a quattro ruote motrici.
La versione a passo lungo, con carrozzeria posteriore integrata, invece era conosciuta come Chevrolet Suburban. Il K5 Blazer e il Jimmy avevano, fino al 1976, una copertura rimovibile dopodiché venne introdotta una versione a doppia cabina. I modelli più piccoli, S-10 Blazer e S-15 Jimmy, iniziarono ad essere prodotti nello stesso anno: il 1983. Il Blazer originale, e il Jimmy con esso, venne prodotto fino al 1993. Nell'anno precedente venne introdotto il nuovo K150 Blazer, venduto anche come GMC Yukon. Questo nuovo veicolo era basato sulla piattaforma GMT 400. Dopo il 1994 il Blazer venne rinominato Tahoe.
1969-1972
Il K5 Blazer originale era un veicolo a passo corto di grande capacità. Venne prodotto sia in versione a due ruote che a quattro ruote motrici. I motori disponibili sul Blazer erano il 4 L (250 in³), il 4,7 L (292 in³), entrambi 6 cilindri in linea, il 5 L (307 in³) e il 5,7 L (350in³), questi ultimi motori V 8
Era possibile scegliere anche tra diversi tipi di trasmissioni: 3 marce automatica, 3 marce cambio manuale e quattro marce, sempre manuale. Due erano i differenziali disponibili: il DYNA 20, solo per i veicoli dotati di trasmissione manuale, oppure l'NP-205, disponibile con tutti i tipi di trasmissione.
Dal 1973 in poi

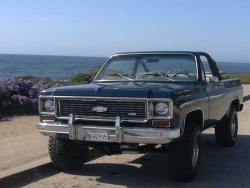
K5 seconda serie

Nel 1973 la linea di veicoli commerciali della General Motors venne riprogettata ed aggiornata. Il modello del Blazer a due ruote motrici rimase in produzione fino al 1982, anche se rappresentava una piccola parte dei veicoli venduti, infatti a farla da padrone nelle vendite erano le versioni a quattro ruote motrici. Fino al 1976 il Blazer era un veicolo completamente scoperto. Dopo questa data venne introdotta la doppia cabina. Questa versione venne prodotta fino al 1991.
Anche la piattaforma sulla quale si basavano sia il Blazer che il Suburban che, in generale, i pick-up, rimase la stessa fino al 1991 nonostante che la nuova piattaforma GMT 400 fosse disponibile dal 1987. Dal 1989 la parte anteriore del veicolo venne ridisegnata per farla assomigliare a quello, più squadrato, della serie di pick-up basati sulla GMT 400. Il K5 Blazer era un veicolo molto popolare nell'ambiente del fuoristrada. Se veniva montato il motore V8 da 5,7 L (350in³) era molto potente e la trasmissione NP-205 si era dimostrata un ottimo sistema. Era inoltre molto facile migliorare il motore data la grande disponibilità di parti speciali prodotte da diverse ditte.

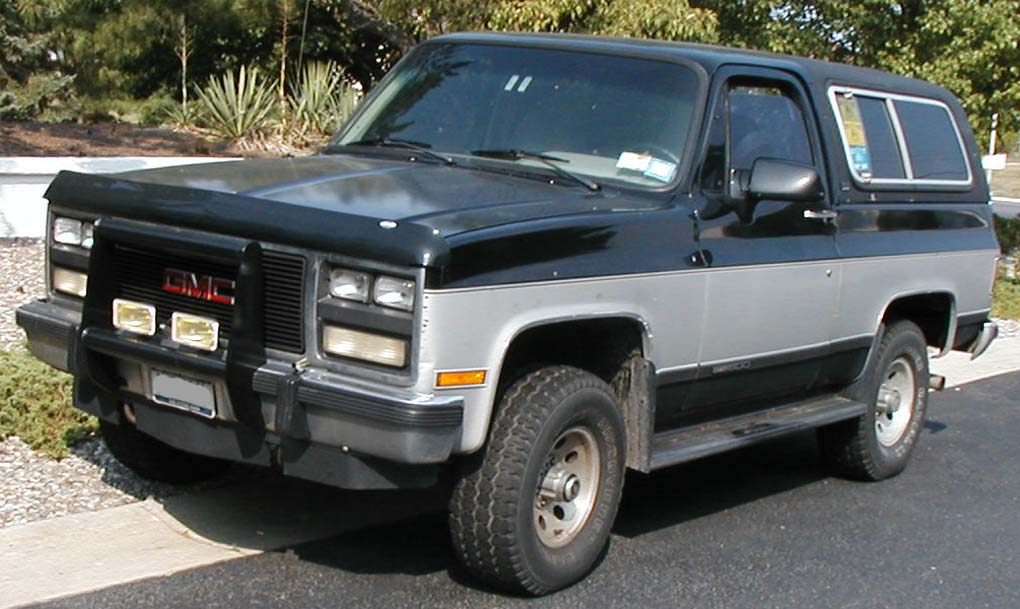
Il K5 Jimmy della GMC

Gli ultimi modelli prodotti, dopo il 1980, montavano il sistema NP 208 e dal 1988 il sistema NP241. Con la crisi petrolifera degli anni settanta le cilindrate dei motori vennero ridotte e dal 1981 sia la Chevrolet che la GMC utilizzarono motori quali il 5 L (305 in³). Questo motore aveva un rapporto di compressione di 9,2:1 e una capacità volumetrica dei cilindri di 629 cm³ al posto dei precedenti 718 cm³. Appena fu possibile, alcuni proprietari di Blazer sostituirono questo motore da 5 L con quello da 5,7 L (350in³).
Questo fu possibile finché la Chevrolet decise che il motore da 5 L dovesse essere l'unico motore disponibile per tutta la gamma dei pick-up e per tutte le automobili. Il motore da 5,7 L ritornò ad essere il motore standard dopo il 1986 con l'introduzione del sistema di iniezione elettronica su tutti i motori dei veicoli commerciali, vennero utilizzati anche due motori a ciclo diesel di 5.7 e 6.2 litri, sempre con architettura ad otto cilindri a v, la scarsa potenza e soprattutto la scarsa affidabiltà del 5.7 ne decretarono una pressoché immediata scomparsa a favore dell'unità da 6.2 litri utilizzata anche sulle versioni militari M1009.
Sempre nell'ambito delle parti speciali erano disponibili per il Blazer diversi tipi di sospensioni e di distanziatori che permettevano di incrementare l'altezza del veicolo. Anche gli pneumatici originali, diametro 883 mm, con questi sistemi potevano essere facilmente sostituiti con degli pneumatici da 889 mm. Il Blazer full-size venne aggiornato nel 1992 quando venne impostato sulla piattaforma GMT 400. Il nome Jimmy scomparve da questi veicoli e venne sostituito dal nuovo nome Yukon mentre il Blazer sopravvisse per altri due anni per venire poi sostituito dal Tahoe.

## M1009

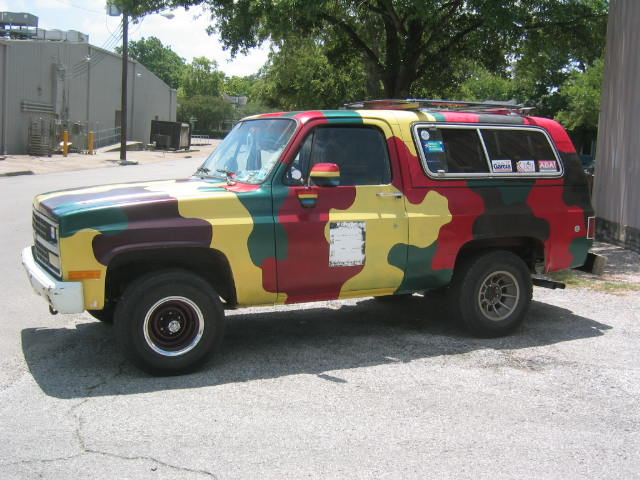
Uno Chevrolet Montrose Patriot

Intorno al 1981 un prototipo del K5 venne utilizzato quale prototipo del veicolo militare CUCV. Tra il 1983 e il 1986 la versione militare del K5 divenne conosciuta come CUCV Commercial Utility Cargo Vehicle ; le versioni erano TRUCK, CARGO, TACTICAL, 1-1/4 TON, 4x4, M1008 (2320-01-1 23-6827) TRUCK, CARGO, TACTICAL, 1-1/4 TON, 4x4, M1008A1 (2320-01-123-2671 ) TRUCK, UTILITY, TACTICAL, 3/4 TON, 4x4, M1009 (2320-01-1 23-2665) TRUCK, AMBULANCE, TACTICAL, 1-1 /4 TON, 4x4, M1010 (2310-01-1 23-2666) TRUCK, SHELTER CARRIER, TACTICAL, 1-1/4 TON, 4x4, M1028 (2320-01-1 27-5077) TRUCK, SHELTER CARRIER W/PTO, TACTICAL, 1-1/4 TON, 4x4, Ml 028A1 (2320-01-158-0820 ) TRUCK, CHASSIS, TACTICAL, 1-1/4 TON, 4x4, M1031 (2320-01-1 33-5368) . La differenza principale tra il veicolo civile e il Blazer militare era data dall'assenza del condizionatore e dalle sospensioni rinforzate, dal cambio a tre marce senza overdrive, il TH400, dall'avviamento a 24 volt con due batterie da 12 volt 100 ah, da due alternatori da 100 ah, dalle luci da guerra, dal bull bar, dalla non coibentazione interna, dall'apertura manuale finestrini e portiere non centralizzate, dalla messa in moto con la stessa chiave, dalla possibilità di avviamento di emergenza con attacco NATO. Anche i mozzi delle ruote, in quello militare viene montato un modello manuale, decisamente più robusto di quello automatico del "prototipo" civile militarizzato. Su entrambi i paraurti di quello militare sono stati inseriti anche degli "anelli di traino/ancoraggio". Disponibile una sola motorizzazione GM V8 da 6,2 L, alimentato militarmente con  JP8 (diesel per chi poi lo ha comperato per riutilizzarlo per usi civili). La maggioranza di questi veicoli erano verniciati all'inizio con base Chemical Coating Resistent Agent "CARC" 383 Green, poi anche col mimetismo 3 colori su base CARC Green con aggiunta del CARC Brown e Black, oltre alla mimetizzazione CARC Sand e/o Tan, al CARC Blue (USNAVY) e al CARC Black (USRANGER); alcuni reparti dell'USAF e alcuni Uffici Governativi lo hanno avuto in dotazione anche con colorazione Olive Drab. Le varie scelte delle mimetizzazioni erano fatte in virtù della destinazione degli scenari di guerra di impiego di questi veicoli.
Un Blazer K5 chiamato Montrose Patriot, artisticamente ridipinto, viene esposto a Houston, Texas.